# (204) Cal·listo
(204) Kallisto és un asteroide pertanyent al cinturó d'asteroides descobert el 8 d'octubre de 1879 per Johann Palisa des de l'observatori de Pula (Croàcia).
Està nomenat així per Cal·listo, un personatge de la mitologia grega.